# ساول هيرتز
ساول هيرتز (بالإنجليزية: Saul Hertz)‏ هو طبيب وأستاذ جامعي أمريكي، ولد في 20 أبريل 1905 في كليفلاند في الولايات المتحدة، وتوفي في 28 يوليو 1950.